# 蘇格蘭皇家天文學家
蘇格蘭皇家天文學家（Astronomer Royal for Scotland）在1995年以前是愛丁堡皇家天文台台長的頭銜。現在是榮譽職位。

## 歷任蘇格蘭皇家天文學家
- 1834—1844 湯馬士·詹姆士·韓德森（英语：Thomas Henderson (astronomer)）
- 1846—1888 査爾斯·皮亞齊·史密斯（英语：Charles Piazzi Smyth）
- 1889—1905 羅夫·科普蘭
- 1905—1910 弗兰克·沃生·戴森爵士
- 1910—1937 拉爾夫·艾倫·桑普森（英语：Ralph Allen Sampson）
- 1938—1955 威廉·麥可·赫伯特·格里夫斯（英语：William Michael Herbert Greaves）
- 1957—1975 赫爾曼·布呂克（英语：Hermann Brück）
- 1975—1980 文森特·卡特雷奇·雷迪什（英语：Vincent Cartledge Reddish）
- 1980—1990 馬爾科姆·朗蓋爾（英语：Malcolm Longair）
- 1991—1995 懸缺
- 1995—2019 約翰·坎貝爾·布朗（英语：John Campbell Brown）
- 2019—2021 懸缺
- 2021年至今 凱瑟琳·海門斯（英语：Catherine Heymans）